# Ludwig Rubiner
Ludwig Rubiner, född 12 juli 1881 i Berlin, död 27 februari 1920 i Berlin, var en tysk expressionistisk poet, litteraturkritiker och essäist. 

## Liv och verk
Åren 1902–1906 var Ludwig Rubiner inskriven vid Humboldt-Universität zu Berlin. Han avbröt tidigt sina medicinstudier, för att istället studera musikvetenskap, konsthistoria, filosofi och germanistik. Som medlem av Berliner Freien Studentenschaft höll han föredrag om Tolstoj, Strindberg och Wedekind och sysslade med teateruppsättningar. Han tillhörde snart Berlins radikala avantgardekretsar och lärde känna personer som Erich Mühsam, Paul Scheerbart, Herwarth Walden och Carl Einstein. I ett brev från denna tid kallade han Max Stirners Den ende och hans egendom "århundradets mest betydelsefulla manifest" och satte Stirner framför Nietzsche som annars var husgud för de flesta radikala.
År 1908 träffade Ludwig Rubiner sin blivande fru, den två år äldre Frida Ichak. Det året och året efter var han på resande fot i olika europeiska städer och länder. Ett halvår tillbringade han i Italien (Pisa och Florens), sedan for han till Weimar och uppehöll sig därefter i Ryssland, Österrike och Schweiz.   
1906 skrev Ludwig Rubiner librettot till Herwarth Waldens opera Der Nachtwächter. Åren 1906-1911 var han verksam som teater-, litteratur-, musik- och konstkritiker i pressen och medarbetade även i ett flertal tongivande tidskrifter, som till exempel Waldens Der Sturm och andra upplagan av Pan. Åren 1911-1918 medarbetade han i den kulturella veckotidskriften Die Aktion. Till hans viktigaste egna verk hör manifestet Der Dichter greift in die Politik (1912), diktsamlingen Das himmlische Licht (1916) och dramat Die Gewaltlosen (1919). För sina Kriminal-Sonette (1913) brukar Rubiner ses som en föregångare till dadaismen. Kriminalitet som litterärt tema utvecklades i alla fall av den tjeckiske dadaisten Walter Serner i början av 1920-talet. Hugo Ball omnämnde för övrigt Ludwig Rubiner som "Dada Herr Rubiner" när han läste upp sitt Dadaistisches Manifest vid den första offentliga dadasoirén den 14 juli 1916. Han omnämndes även i Balls postumt utgivna roman Tenderenda där en häxjakt bedrivs på en journalist i staden Satanopolis. "I bröstfickan, under plånboken, bar han Ludwig Rubiners Handbok i kriminalpsykologi." Samlingen Kriminal-Sonette skrev Rubiner kollektivt tillsammans med Friedrich Eisenlohr och Livingstone Hahn. Redan några år tidigare hade Rubiner visat intresse för ämnet kriminalitet genom detektivromanen Die indischen Opale (1910) utgiven under pseudonymen Ernst Ludwig Grombeck. I linje med detta utkom 1920 hans tyska nyöversättning av den franske mästertjuven och polischefen Eugène François Vidocqs memoarer.
Ludwig Rubiner togs långt efter sin död med på en lista över förbjudna författare under den tyska nationalsocialismens era. Detta innebar att Reichskulturkammer förbjöd hans verk, boktitlar avlägsnades ur boklådor och offentliga bibliotek. Ludwig Rubiner är inte översatt till svenska (2018).